# EnerSys

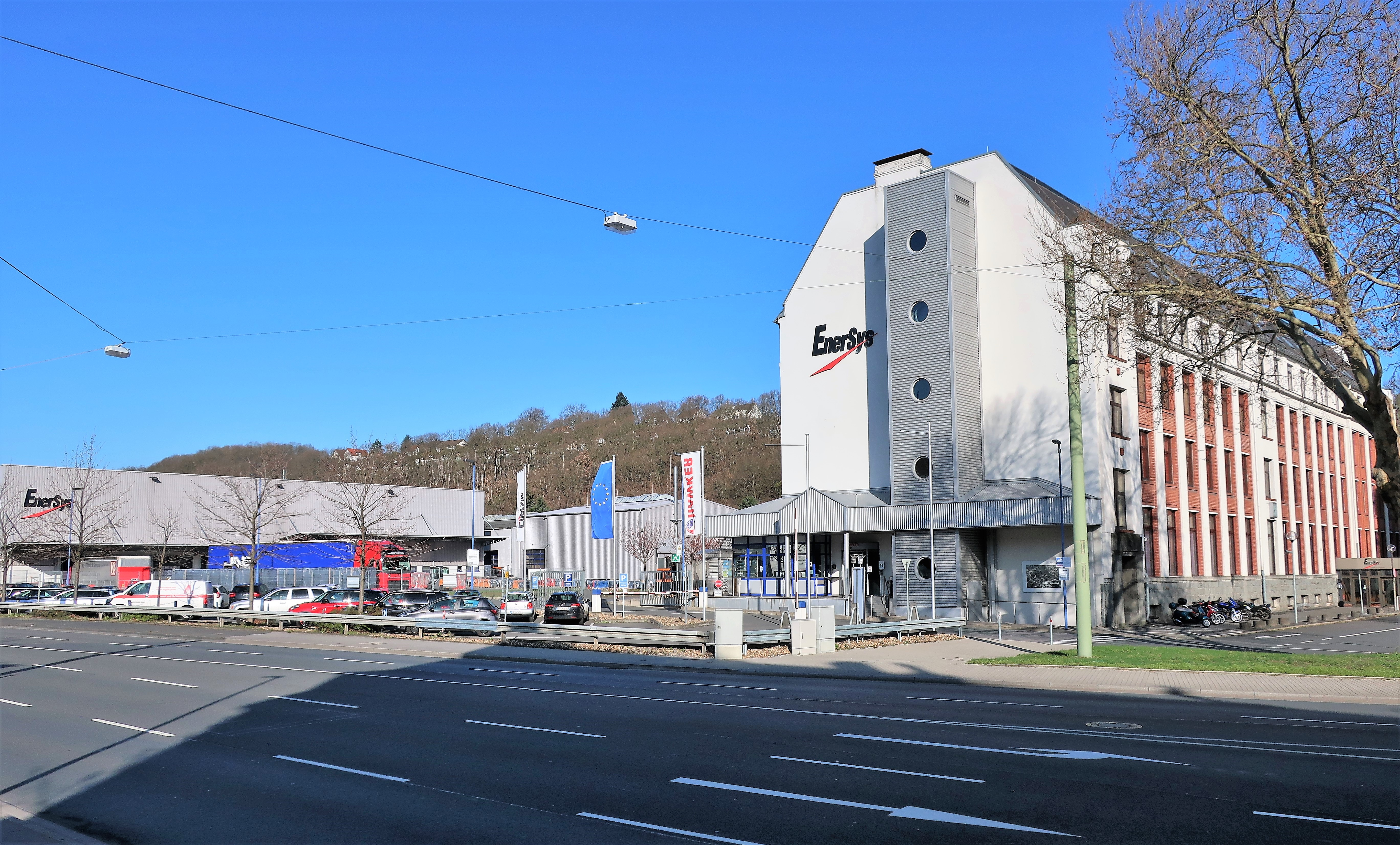
Hawker GmbH Hagen, Dieckstr. 42

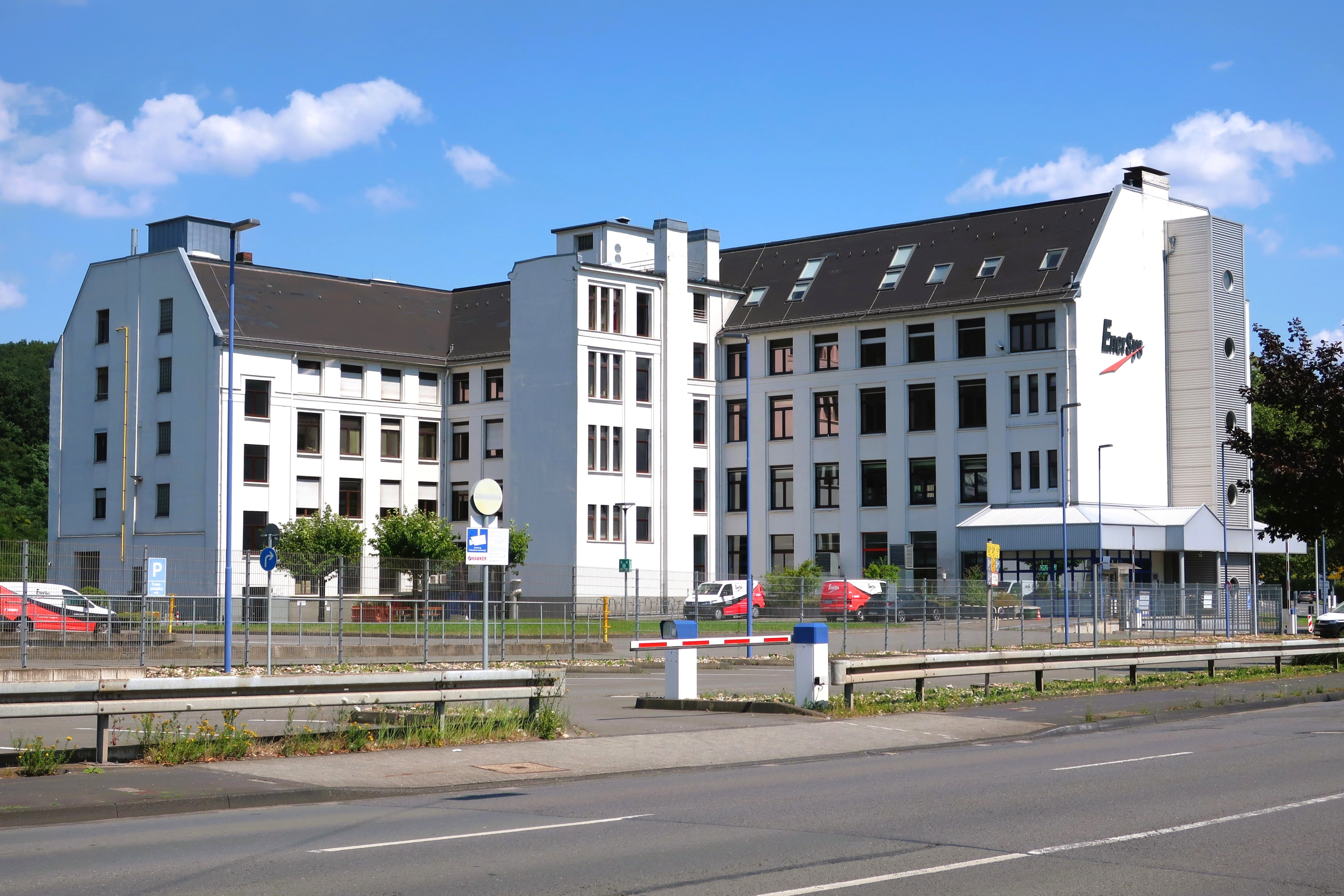
EnerSys-Verwaltung Hagen

EnerSys ist ein US-amerikanischer weltweit führender Anbieter von Energiespeicherlösungen für industrielle Anwendungen mit Sitz in Reading, Pennsylvania. Zur EnerSys-Gruppe gehören Fertigungs- und Vertriebsstandorte weltweit.

## Produkte
Das Unternehmen fertigt und vertreibt Fahrzeugantriebsbatterien, Batterien für stationäre Anwendungen, Ladegeräte, Stromerzeuger und Batteriezubehör.
EnerSys Fahrzeugantriebsbatterien werden beispielsweise in elektrischen Gabelstaplern sowie in anderen kommerziellen Fahrzeugen mit elektrischem Antrieb verwendet.
Batterien für stationäre Anwendungen werden in der Telekommunikations- und der elektrischen Versorgungsindustrie, in der unterbrechungsfreien Stromversorgung und zahlreichen anderen Anwendungen eingesetzt, in denen im Bereitschaftsbetrieb elektrische Energie benötigt wird.
Das Unternehmen ist auch im Bereich der Dienstleistungen im „Sekundärmarktbereich“ und im Kundendienst in über 100 Ländern über seine Vertriebs- und Fertigungsstandorte weltweit aktiv.

## Hawker GmbH Hagen
Der deutsche Batteriehersteller Hawker in Hagen gehört zu EnerSys-Gruppe. Die Firma ist Nachfolger des Stammwerks des ältesten deutschen Batterieherstellers, der Varta AG. Varta (Akronym für Vertrieb, Aufladung, Reparatur transportabler Akkumulatoren) produzierte in Hagen Akkumulatoren und Batterien. Das heutige Werk wurde am 27. Dezember 1887 im Hagener Ortsteil Wehringhausen von Adolph Müller gegründet. Hawker galt als besonders erfahren im Bereich der herkömmlichen Bleibatterien. 2021 wurde der Betrieb in Hagen geschlossen.

### Jüngere Unternehmensgeschichte
Mitte 2017 wurde bekannt, dass das Bundeskartellamt Hawker wegen illegaler Preisabsprachen eine Strafe von 23 Millionen Euro auferlegt hat. Das Hawker-Management hatte mit der Hoppecke Batterien GmbH aus Brilon und der Exide Technologies GmbH einen gemeinsamen Metallteuerungszuschlag (MTZ) abgestimmt. Der MTZ soll die Hersteller bei Schwankungen des Rohstoffpreises schützen und fließt quasi automatisch in den Abgabepreis von Produkten ein. Illegal ist allerdings, wie geschehen, dass sich Lieferanten untereinander abstimmen und einen de facto MTZ-Standard einführen.
Am 30. Juni 2021 wurde die Produktion im Hagener Werk eingestellt. Somit werden nach 134 Jahren keine Bleiakkumulatoren an der Wehringhauser Straße hergestellt. Lediglich 180 Mitarbeiter arbeiten in Hagen weiter. Überwiegend sind die verbleibenden Angestellten im Vertrieb, der Verwaltung, im Kunden-Servicecenter und einem kleinen Montagebereich tätig. So konnten der Konzern sich seine Marktanteile in Deutschland sichern.